# Centrale nucleare di Changjiang
La centrale nucleare di Changjiang è una centrale nucleare cinese situata presso la città di ..., nella provincia del Hainan sull'omonima isola. La centrale sarà composta alla fine da 2 reattori CNP600 da 610 MW ognuno e da 2 Hualong 1.
I reattori della prima fase sono uguali a quelli della seconda fase dell'impianto di Qinshan. La costruzione di questa sezione dell'impianto permetterà di diminuire il fabbisogno annuale di carbone dell'isola di 260 milioni di tonnellate.